# ديارال كرثيم (سيئون)
'

تعديل مصدري - تعديل

ديارال كرثيم هي إحدى قرى عزلة سيئون بمديرية سيئون التابعة لمحافظة حضرموت، بلغ تعداد سكانها 209 نسمة حسب تعداد اليمن لعام 2004.